# 行为主义 (心理学)
行为主义（英語：Behaviorism）又稱為行為論，是20世纪初起源于美国的心理学流派，主张心理学應該研究可以被觀察和直接測量的行为，反对研究沒有科學根據的意识。其主要特色為以系統方法理解人類和動物行為，並假設所有行為的產生皆是由環境中的刺激所產生的反應，或是個體的生命史中所形塑而成的結果；特別個體在環境及生命史中所受到的懲罰、激勵、刺激與行為結果所造成的強化。 因此，雖然行為主義者通常接受遺傳因子是決定行為的重要因素，但他們主要仍較重視環境因素所帶來的影響。許多行為主義者認為自由意志只是一種幻覺，並認為人類所有的行為都是由先天和後天環境所決定，也就是先天遺傳基因加上後天環境所產生的結果，由人類所經歷過的聯想或者增強所造成。
行為主義結合了哲學、方法論和心理學理論。過往的深層心理學和其他形式的傳統心理學通常是難以透過實驗預測的。 行為主義的最早的衍生物可以追溯到19世紀末，愛德華·桑代克開創了效果律 ，指出行為的結果會持續強化往後的行為。
约翰·华生在二十世紀上半葉開創了方法學的行為主義，他反對內省的研究方法，主張以純實驗的方法研究心理學。伯爾赫斯·弗雷德里克·史金納則對傳統的心理學研究提出了道德上的問題，主張運用实用主义研究心理學。約翰·布羅德斯·華生與伊万·巴甫洛夫探討了古典制約的刺激與反應過程，史金納則探討了操作制約，指出結果會產生後效強化，及能夠產生控制性以及作為行為的前因。史金納也在1930年代，主張包括思想與感覺等的私人因子也應該與可觀察的行為一樣受到變量控制，其哲學被認為是激進行為主義的基礎。
與行為主義路線大相逕庭的精神分析学也在20世紀展開。

## 方法差異
依據重點的不同，行為主義有許多在研究方法上的分別。一些行為主義者認為觀察一個人的行為，是最好也最方便的研究一個人心理和精神過程的方法。而有些人則認為，這事實上也是唯一一種真實有效的研究方法。還有一些人則認為，心理學唯一應該研究的對象就是「行為」，而其他常用的心理學用詞（如信念、目標等等）則根本與「行為」無關、或者並非完全針對「行為」，因此他們往往將行為主義的領域稱為「行為分析學」或「行為科學」，而不是常用的「心理學」一詞。

## 路線差異
關於行為主義路線分別到現在還沒有一定的共識，以下只是簡略的分別：
- 正統（Classical）: 華生所論述的行為主義，主張客觀的研究行為，否定心理的過程和內部狀態。
- 方法論（Methodological）: 以第三人稱的客觀觀點觀察行為，觀察到的心理數據必須以主體間（inter-subjectively）可檢驗的方式記載，而不是理論上的方式。此方法被運用於一般的實驗中，並被认知心理学所吸收。
- 基本教義派（Radical）: 斯金納派的行為主義，因為擴大了行為主義的原則至有機體內的過程，與方法論相較，並不需中介觀察者的認同，不經過機械化或簡化，假定「行為」並不是（心理的）內部狀態所造成的，人的行為現象至少必須由他自身所體驗到。
- 邏輯式（Logical）: 由牛津大學哲學家吉伯特·賴爾在他所著的The Concept of Mind（1949）一書中所建立。
- 目的論（Teleological）: 後斯金納派，目的論的行為主義，接近微观经济学概念。
- 理論派（Theoretical）: 後斯金納派，允許觀察內部狀態（「在皮膚內的狀態」曾經被認為是「無法觀察的」，但現代的科技技術將有可能辦到）的心理動力學，但在理論的架構上採折衷路線，強調實驗上的謹慎。
- 生物學（Biological）: 後斯金納派，注重於知覺和運動神經架構的行為，理論上屬於行為主義之一。
- 內部派（Interbehaviorism）: 由J·R·坎特（英语：Jacob Robert Kantor）在斯金納提出理論前就已創建，目前正由L. Hayes、E. Ribes、S. Bijou等人繼續研究。注重生物個體內部的過程，對行為廣泛研究，重點在人的行為上。

另外兩派普遍卻不太典型的是新: 克拉克·L·赫爾派和後赫爾派，屬理論性的、聚集數據的非心理動力學，偏向生理學。和有目的地: 爱德华·托尔曼的預測行為的認知心理學。

## 約翰·華生

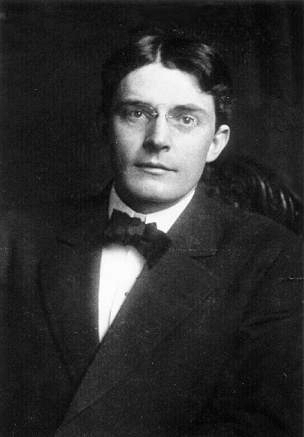
最初的行為主義提倡者華生

20世紀初期，華生出版了《一個行為主義者心目中的心理學》一書，主張心理學的價值在對於行為的研究，而不是研究意识。這根本性的推翻了當時將內省作為主要研究方法並輕視行為研究的構造論心理學界。與他們相比，華生研究人體之於環境的變化，或者更明確的說：研究特定的刺激會引導人體作出何種反應。華生大多数的研究都屬於比較心理學，比如他常研究動物的行為。華生深受俄國生理學家伊万·巴甫洛夫的影響，巴甫洛夫在研究狗的消化系统時，無意間發現了古典制約現象，並在接下來的研究裡記載了細節。華生的理論強調生理學，認為以刺激能得到條件反射的反應—對比其他所有器官也會有類似的反射作用。也因此，華生可以被稱為S-R（刺激—反應）心理學家。

## 方法論的行為主義
華生的行為主義理論說服了許多的學院研究者，使他們相信在心理學的實驗上研究行為的重要性。尤其是在比較心理學上，更早時便有人於這方面提出警告，批評當時有些研究者的研究越來越偏向擬人化。例如羅意德·摩根便曾批評喬治·羅曼在他的研究中竟直接地形容動物的心理過程。爱德华·桑代克也曾做了類似的研究（研究貓咪逃離迷箱的反應）。
然而，大多心理學家採取了他們稱為方法論的行為主義（methodological behaviorism）的立場，他們承認「行為」是唯一的、或最簡單的用以觀察心理的方法，但認為它可能只是表現了精神狀態運作後的結果。支持這樣立場的知名行為主義者，包括了自稱為新行為主義的克拉克·L·赫爾，以及稍後發展了認知主義的愛德華·C·托爾曼（Edward C. Tolman）。托爾曼的實驗發現，老鼠即使在缺乏獎勵條件的情況下也能自行探索出迷宮的分布，他主張刺激與反應（S->R）之間還有第三者作連結—生物個體（organism），因此整個步驟應該是（S->O->R）。他的理論和其他一些理論一起被稱為「有目的行為主義」（purposive behaviorism）。
方法論的行為主義到今天仍是最強調實驗的心理學流派，包括許多研究认知心理学的人，只要行為被定義為包括言語在內——至少非內省的言語都有研究價值。自從1980年代以來，越來越多的動物認知研究，以及一些非正統的觀點如唐納德·格利芬（Donald Griffin），在討論動物的心理時也出現越來越多包括討論意識的心靈性的用詞，比較心理學與動物心理學，方法論的行為主義並不會出現矛盾。

## 斯金納和基本教義派行為主義

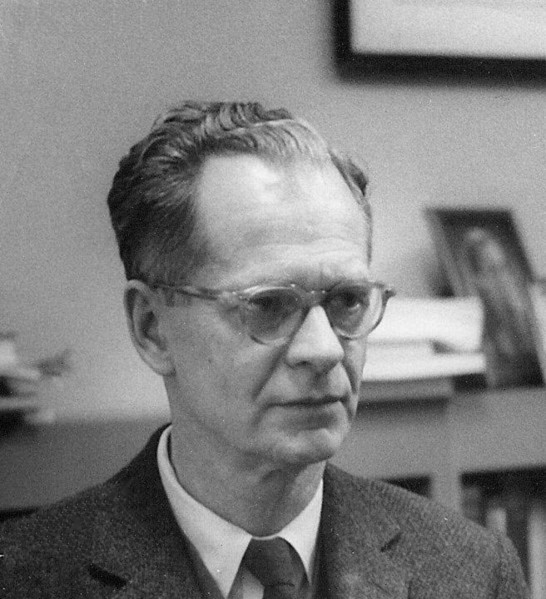
斯金納

斯金納從1930年代至1950年代主要是從事實驗性的比較心理學，但他一直是依然在世的行為主義理論家中最知名的，直到他於1990年去世為止。他發展了一套不同的行為主義哲學，被稱為基本教義派行為主義（radical behaviorism）。在他出版了《生物個體的行為：一種實驗分析》（The Behavior of Organisms: An Experimental Analysis Of Behavior）後他被歸功於創造了另一種新的心理學變化形式—被稱為行為分析學（behavior analysis ）或行為的實驗性分析學（experimental analysis of behavior）。

### 定義
斯金納對於基本教義派行為主義的定義有很大影響，依據分類的法則他的研究被命名為行為的實驗性分析學（experimental analysis of behavior, 簡稱EAB），EAB和其他行為研究在許多方法和理論上都不同。與方法論的行為主義相較，方法論者認同對於觸覺的實驗，並認為心靈和內省是存在且可以用科學解釋，而基本教義派行為主義則否認這些看法。

### 實驗和理論的創新
基本教義派行為主義的哲學立場，從早期斯金納成功訓練老鼠和鴿子得以穩固；尤其是在關於操作制約的觀念上。他早期對於老鼠操作開關的實驗便成為典範。與一般心理學和古典制約不同的是，「操作」的步驟是整個架構的過程之一，也是功能上同等重要的一環。舉例而言，老鼠用它左邊或右邊的爪子、或者用它的尾巴來打開控制桿，這些動作都在世界上以相同的方式產生相同的結果。「操作」於是被認為是「反應」的一種形式，在個體上或有不同，但在種類上依附著它的功能—承受操作的後果、並再次進行之前成功了的動作。這便是斯金納的學說與刺激->反應（S->R）學說的清楚差異。

## 行為主義在哲學上
行為主義不單是心理學、也是精神哲学的思想運動。基本教義派行為主義認為對於行為的研究應該屬於自然科学的疇範，例如化學或物理學，排除任何屬於有機體內部的推測和假設。其他的流派，例如「理論的行為主義」，認同對內部狀態的研究，但不要求這些研究必須針對心理或其他任何主觀意識有關的方面。行為主義者對於「行為」都抱持著功能上的觀點。
在分析哲學界裡有些人也自稱為行為主義。在邏輯的行為主義（logical behaviorism ）（例如卡尔纳普、卡爾·亨佩爾（Carl Hempel））者眼裡，心理學陳述的涵義應該是可以證實的情況—也就是明顯可見的行為。蒯因也受到了斯金納的影響，在他的著作裡運用了行為主義的一些形式。吉伯特·賴爾則主張一種特殊的哲學上的行為主義，在他所著的The Concept of Mind(1949)一書中，他以此說明二元論者們表現了一種'分類上的錯誤'，也因此他們徹底誤解了一般語言的使用。美國哲學家丹尼爾·德奈特也承認自己是行為主義的一種。 （页面存档备份，存于）
路德维希·维特根斯坦有時候也被認為擁護行為主義的立場，而且行為主義與他的哲學理論有很大一部份重疊，像是邏輯的行為主義和基本教義派行為主義。不過维特根斯坦事實上並非行為主義者，他思考混亂式的寫作風格便能證明這點。
艾伦·图灵有時候也被視為行為主義者，不過他本人並沒有如此承認過。

## 批評
- 忽略人的動機、思維
- 主要以動物做研究
- 忽略社會互動的影響
- 認為人類只是被動的生物

## 行為主義者
行為主義者的主要人物(依據時間先後粗略的排列):
- 羅意德·摩根
- 伊万·巴甫洛夫
- 爱德华·桑代克
- 约翰·华生
- 爱德华·托尔曼
- 克拉克·L·赫爾
- J·R·坎特
- 吉伯特·賴爾
- 伯尔赫斯·弗雷德里克·斯金纳

## 外部連結
- 有關行為主義的書籍和雜誌 （页面存档备份，存于）
- Operant Conditioning and Behaviorism - a historical outline
- B. F. Skinner Foundation Archive.today的存檔，存档日期2012-12-05
- Cambridge Center for Behavioral Studies （页面存档备份，存于）
- Classics in the History of Psychology -- Skinner (1950) （页面存档备份，存于）
- Stanford Encyclopedia of Philosophy entry （页面存档备份，存于）
- Association for Behavior Analysis International （页面存档备份，存于）
- Behavior Analysis （页面存档备份，存于）
- 行為分析學協會 （页面存档备份，存于）
- behaviorMachine.com - Behavior Analysis for Everyone
- Theory of Behavioral Anthropology (Documents No. 9 and 10 in English) （页面存档备份，存于）
- California Association for Behavior Analysis （页面存档备份，存于）